# Pika (nemoc)

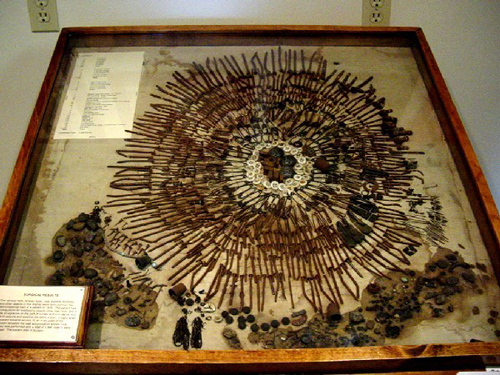
1446 objektů, které požil pacient trpící pikou

Pika je porucha příjmu potravy, při níž postižený pojídá předměty bez nutriční hodnoty, které nejsou považovány za jídlo, např. papír, ostré předměty, vlákna (látky, chomáčky vlasů, vlny…), led, kov, kamínky, hlínu aj. Tyto předměty v zažívacím traktu tvoří tzv. cizí těleso, které často způsobuje komplikace, jako např. obstrukci či mechanické poškození zažívacího traktu. Bývá považována za poruchu příjmu potravy hlavně u dětí, ale objevuje se v celém věkovém spektru.
Název poruchy vychází z latinského jména ptáka straky (Pica pica), která je známá jako omnivor s velmi pestrým jídelníčkem.

## Výskyt a průběh
Pika se vyskytuje u lidí různého věku i pohlaví, ale je ale často spojována se specifickými skupinami - dětmi, těhotnými ženami nebo jedinci s vývojovými vadami. Onemocnění se ale může objevit i u normálně se vyvíjejících jedinců a bývá často diagnostikována až v dospělosti.
Dochází u ní k nutkavému pocitu chuti na určité předměty, které:
- nejsou považovány za jedlé ani stravitelné a mohou být přímo zdraví škodlivé (tráva, křída, kovy, guma, mýdlo, odlupující se nátěry, látky/hadry, větve)
- mohou s jídlem souviset, ale většinou netvoří běžnou součást jídelníčku (jako led, žvýkačky nebo syrové brambory)
- případně i jídlo nebo jeho součásti, ale v neúměrném množství (zaznamenané byly např. krutony, mrkev, petržel, lékořice)

Po konzumaci daného předmětu typicky přichází pocit úlevy, uvolnění napětí.
Některé studie nachází i korelaci mezi touto nemocí a rizikem vzniku dalších poruch příjmu potravy jako mentální anorexie nebo bulimie. Na rozdíl od jiných poruch příjmu potravy ale často pacienti s tímto onemocněním necítí potřebu se léčit a nemoc je ani nemusí výrazně ohrožovat na zdraví. Pojídání nejedlých věcí se navíc u mladších dětí dle odhadů vyskytuje až v 50 %, ale s věkem výskyt tohoto jevu výrazně klesá až do nástupu puberty.

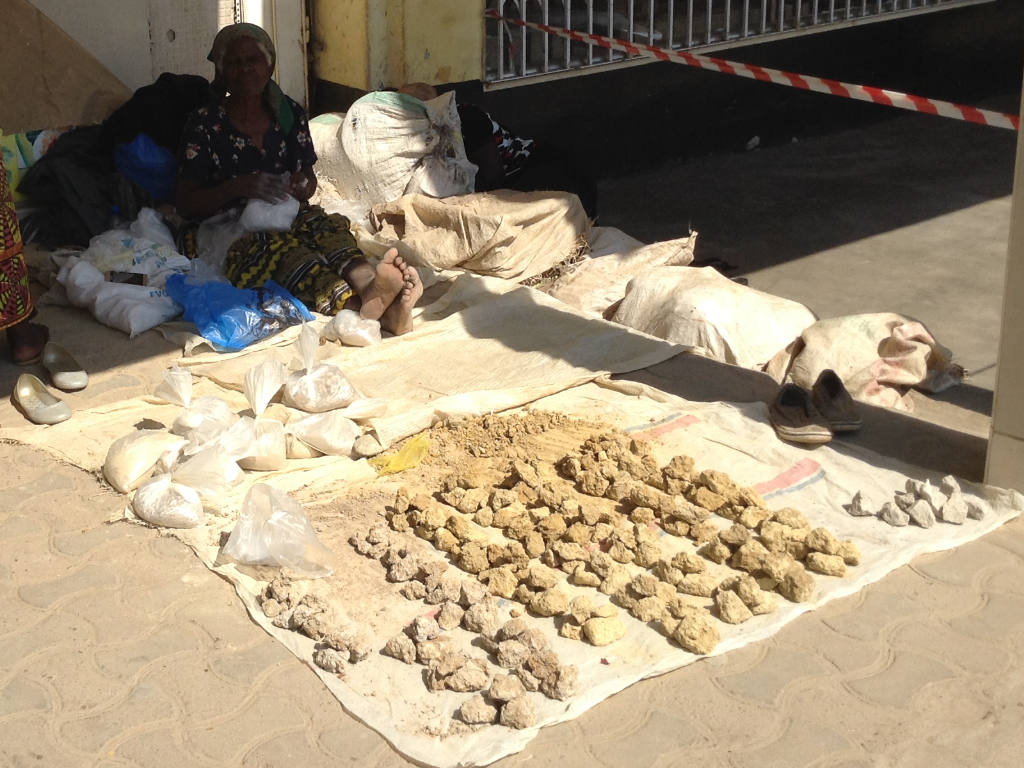
Jíl prodávaný na tržišti v Kabwe v Zambii určený k požívání.

Historicky jde o jev doložený už od antiky (zmiňoval ho Hippokratés i Avicenna), býval ale spojovaný s jinými chorobami a ne vždy považován za samostatné onemocnění. V některých oblastech Afriky je například pojídání jílu (geofágie) doloženo historicky, je i ve 21. století rozšířené a kulturně není vnímáno jako nevhodné. Často je praktikováno těhotnými ženami, jelikož je považováno za léčivé a očistné podobně jako v evropských podmínkách užívání aktivního uhlí. Preparáty je možné běžně zakoupit na tržištích a v obchodech (ve formě kusů nebo prášku bentonitového jílu). Bentonitový jíl neboli bentonit je využíván běžně i v kosmetice, ale má především velmi široké využití v průmyslu (dle typu k filtraci, jako absorbent atd.).

## Diagnostika
Obecná četnost výskytu onemocnění v populaci není zcela potvrzená, neboť se pacienti trpící touto poruchou k praktice často nepřiznají a není tak hlášená v takové míře.
Pika je diagnostikována za těchto podmínek:
- chování se opakuje déle než jeden měsíc v kuse
- dítě je staré dva roky nebo starší
- dané chování není vhodné vzhledem k vývojovému stádiu jedince (musí dojít k vyloučení běžného dětského chování, kdy dochází v nízkém věku u dětí vlivem zvědavosti k pozření nejedlých předmětů)
- chování není běžné v dané kultuře a je odmítané (výjimečně nemusí být pojídání některých běžně nejedlých předmětů jako jílu považováno za piku, pokud je spojené s kulturní zvyklostí[6])

Mezi komorbidity spojené s onemocněním nejčastěji patří mentální retardace, vývojové vady nebo některá psychická onemocnění jako schizofrenie, objevit se může i u jedinců s poruchou autistického spektra. Bývá ale spojována i s nedostatkem železa nebo zinku v organismu. U pacientů s tímto onemocněním se po užívání doplňků stravy se železem četnost tohoto chování snížila nebo onemocnění i zcela ustalo.
Dle typu pojídaných předmětů může vést k různě vážným komplikacím trávicího traktu (perforace, ucpání trubice, vznik bezoáru atd.), otravou olovem, rtutí či fosforem, poškození zubů a hypo nebo hyperkalémie (tzv. hladiny draslíku v krvi). V případě pojídání kamení nebo jílu může dojít i k nákaze některými parazity a rozvoji parazitárních onemocnění (např. toxoplazmóza nebo toxokaróza).
Jako vhodná a účinná léčba onemocnění se uvádí behaviorální psychoterapie.

### Typy onemocnění
Dle druhu preferenčně požívaného předmětu se rozlišují specifické formy onemocnění jako např. koprofágie (jedení výkalů, v živočišné říši jinak normální u některých živočichů), geofágie (pojídání hlíny/půdy), litofágie (pojídání kamení, opět s běžným výskytem u některých skupin organismů za účelem zlepšení trávení hlavně u zrnožravých a obecně býložravých druhů, viz gastrolity), trichofágie (pojídání vlasů) a další. Název vychází ze spojení latinského pojmenování objektu a přípony phágos (-phagia/-fágie) vycházející ze starořeckého termínu pro pojídání, jedení.